# Скоростное прохождение игры
Скоростно́е прохожде́ние игры́, или спидра́ннинг (англ. speedrunning), — прохождение компьютерной игры за наименьший промежуток времени в рамках соревнования или для развлечения. Конкретная попытка прохождения называется спидраном (англ. speedrun или runthrough). При скоростном прохождении игрок проявляет не только своё мастерство, но часто использует необычные для данной игры трюки и не предусмотренные разработчиками особенности игры. Для демонстрации создаются записи скоростных прохождений в одном из видеоформатов либо в формате демо-файла самой игры.
Стремясь сократить время прохождения, игрок пропускает возможные ответвления сюжетной линии, зачастую вообще разрывая её, прерывает любые видеовставки. Иногда игра позволяет выполнять недокументированное разработчиком действие, которое в ряде условий помогает сократить время, затрачиваемое на прохождение уровня. Некоторые уровни могут быть разработаны таким образом, что до некоторых областей (например, выход из уровня), до которых нужно добираться кружным путём, существует более короткий путь. Иногда из-за недоработок в программном коде игры появляется возможность совершать действия, недоступные в обычных условиях (например, проходить сквозь стены или прыгать на большое расстояние).

## Общие принципы
Скоростное прохождение можно рассматривать как прохождение игры, в котором игрок не теряет времени на исследование игрового мира, а следует напрямик к намеченной цели. Для этого игроку заранее приходится тщательно исследовать игровое пространство, оптимально планировать свой маршрут и при этом с известной степенью вероятности надеяться на удачу. Ведь единственная ошибка может привести к тому, что тщательно спланированное и идеально выполняемое исполнение будет испорчено, и игроку придётся начинать заново. Игрок также должен обладать терпением и усидчивостью, не теряя концентрации во время прохождения.
Игроку порой приходится тратить на прохождение по несколько месяцев или даже лет, чтобы получить высокий результат. Ведь игрок должен не только знать кратчайший путь, все проблемы маршрута и баги игры на пути, но и дождаться наиболее удачного для себя сочетания случайных факторов, идеально выполнив при этом прохождение критических частей спидрана, требующих высокого мастерства, и на должном уровне пройдя все рутинные участки, используя свои навыки, приобретённые продолжительной практикой.
Для регистрации рекордов существуют специализированные сайты, на которых обычно требуется видеоподтверждение. Рекомендуется, чтобы видео кроме захвата изображения игры включало лицо игрока и нажатия на клавиши клавиатуры или другого устройства ввода.
Часто в рамках одной игры соревнование происходит независимо по разным категориям и наборам правил. Наиболее часто встречающиеся категории:
- Any% — игрок должен как можно быстрее дойти до концовки, пропуская необязательные игровые элементы, если игра это позволяет.
- 100 % — игрок должен посетить все локации, найти секреты, убить всех противников и т. д. и дойти до финала игры.
- Glitchless — запрещено пользоваться ошибками и другими возможностями игры, не предусмотренными разработчиками (прохождение сквозь стены из-за ошибки в алгоритме обнаружения столкновений, ошибками из-за арифметического переполнения и т. д.).

## История
«Doom» была одной из первых игр, вокруг которой сформировалось сообщество игроков по скоростному прохождению, возникшее в 1994 году из новостных групп, выкладывавших демонстрации на FTP и веб-сайтах. Широкое распространение течение получило с появлением серии машиним Quake done Quick для «Quake».
Благодаря множеству трюков и приёмов, одной из самых распространённых баз для скоростного прохождения стала игра «Metroid». В подобных играх существует встроенная система поощрения игрока за прохождение уровня за как можно более короткий отрезок времени.